# 安養寺 (市川市)
安養寺（あんようじ）は、千葉県市川市にある真言宗豊山派の寺院。山号は海岸山。

## 由緒
天文3年（1534年）の創建。

## 交通
東京メトロ東西線原木中山駅より徒歩10分。